# 칠보산 호텔
칠보산 호텔은 랴오닝성 선양의 칠보산 호텔 북중 접경지에 위치한 호텔이다. 미국이 대북거래 핵심창구로 지목하여 폐쇄 명령을 받았다. 이후 칠보산 호텔에서 중푸국제호텔 (ZF international hotel)로 이름을 바꿔 영업을 재개했다. 중국 훙샹그룹(회장 마샤오훙)과 북한의 지분이 있는 것으로 알려져 있다. 호텔 입구엔 북한의 인공기가 게양되어 있다고 한다. 간판을 바꾼뒤론 중국의 오성홍기로 바뀌었다. 칠보산 호텔 2층은 대중식사 칸, 3층은 개별 방, 4층은 회의장으로 쓰이며 호텔 내부에 북한의 고려항공 사무실이 있는 것으로 알려져 있다.